# Dianthus nangarharicus
Dianthus nangarharicus är en nejlikväxtart som beskrevs av K.H. Rechinger. Dianthus nangarharicus ingår i släktet nejlikor, och familjen nejlikväxter. Inga underarter finns listade i Catalogue of Life.